# Torneio Internacional de Nápoles
O Torneio Internacional de Nápoles foi uma competição amistosa disputada em 1981 por quatro equipes na cidade de Nápoles, na Itália. Os vencedores das duas semifinais disputaram o título.

## Equipes participantes
- Napoli
- Avellino
- Flamengo
- Linfield

## Confrontos
|  | Semifinal   | Semifinal |   |  | Final       | Final |  |
|  |             |           |   |  |             |       |  |
|  | 12 de junho |           |   |  |             |       |  |
|  | Napoli      | 4         |   |  |             |       |  |
|  | Linfield    | 0         |   |  |             |       |  |
|  |             |           |   |  |             |       |  |
|  |             |           |   |  | 14 de junho |       |  |
|  |             |           |   |  | Napoli      | 0     |  |
|  |             | Flamengo  | 5 |  |             |       |  |
|  |             |           |   |  |             |       |  |
|  |             |           |   |  |             |       |  |
|  |             |           |   |  |             |       |  |
|  | 12 de junho |           |   |  |             |       |  |
|  | Avellino    | 1         |   |  |             |       |  |
|  | Flamengo    | 5         |   |  |             |       |  |

## Jogos

### Semifinais
Semifinal 1
| 12 de junho de 1981 | Napoli | 4:0 | Linfield | San Paolo - Nápoles |
|                     |        |     |          |                     |

Semifinal 2
| 12 de junho de 1981 | Avellino | 1:5 | Flamengo                            | San Paolo - Nápoles |
|                     |          |     | Baroninho · Adilio · Zico · Leandro |                     |

Time: Cantarele, Leandro, Rondineli, Marinho, Júnior, Andrade, Adilio, Zico, Chiquinho, Nunes e Baroninho.

### Final
| 14 de junho de 1981 | Napoli | 0:5 | Flamengo              | San Paolo - Nápoles |
|                     |        |     | Zico · Nunes · Adilio |                     |

Time: Cantarele, Leandro, Rondineli (Figueiredo), Marinho, Júnior, Andrade, Adilio, Zico (Peu), Chiquinho, Nunes e Baroninho.
| Torneio Internacional de Nápoles |
| Brasil                           |
| -------------------------------- |
| FLAMENGO Campeão (1º título)     |

## Classificação
| Time | Time     | PG | J | V | E | D | GP | GC | SG |
| --- | -------- | -- | - | - | - | - | -- | -- | -- |
| 1 | Flamengo | 4  | 2 | 2 | 0 | 0 | 10 | 1  | +9 |
| 2 | Napoli   | 2  | 2 | 1 | 0 | 1 | 4  | 5  | -1 |
| 3 | Avellino | 0  | 1 | 0 | 0 | 1 | 1  | 5  | -4 |
| 3 | Linfield | 0  | 1 | 0 | 0 | 1 | 0  | 4  | -4 |
| PG - pontos ganhos; J - jogos; V - vitórias; E - empates; D - derrotas; GP - gols pró; GC - gols contra; SG - saldo de gols |          |    |   |   |   |   |    |    |    |

## Artilheiros
1º Zico 4 gols

2º Baroninho 2 gols

2º Adilio 2 gols